# 光鐮花蝽
光鐮花蝽（学名：Cardiastethus laeviusculus）为花蝽科鐮花椿屬下的一个种。